# Anthurium coriaceum
Anthurium coriaceum är en kallaväxtart som beskrevs av George Don jr. Anthurium coriaceum ingår i släktet Anthurium och familjen kallaväxter. Inga underarter finns listade.